# ۴۶۳ (پیش از میلاد)
۴۶۳ (پیش از میلاد) ۴۶۳مین سال قبل از تقویم میلادی است.